# Der Fuehrer's Face
Der Fuehrer's Face (werktitel: Donald Duck in Nutzi Land) is een Amerikaanse anti-nazi-propagandafilm. De film werd geproduceerd door Walt Disney Productions en in 1943 uitgebracht door RKO Pictures. De animatiefilm toont Disneyfiguur Donald Duck, die een nachtmerrie heeft waarin hij moet werken in een Duitse fabriek. Naast de functie van Tweede Wereldoorlogspropaganda was de film in het bijzonder bedoeld als reclame voor oorlogsobligaties. Regisseur was Jack Kinney en het script werd geschreven door Joe Grant en Dick Hümer, vanuit de oorspronkelijke muziek die geschreven was door Oliver Wallace. De film is bekend vanwege Wallace' lied Der Fuehrer's Face, dat al vóór de film was uitgebracht door Spike Jones. Vanwege het succes van Jones' single werd besloten de film dezelfde titel te geven, in plaats van de eerst bedachte titel Donald Duck in Nutzi Land.
Der Fuehrer's Face won de Academy Award voor beste korte animatiefilm bij de vijftiende editie van deze filmprijsuitreiking; het is tot op heden de enige Donald Duckfilm die deze prijs gewonnen heeft. In 1994 werd het door animatieprofessionals gekozen als nummer 22 van The 50 Greatest Cartoons. Vanwege de propagandistische aard van de film en de afbeelding van Donald Duck als – weliswaar onwillige – nazi gaf Disney de film na publicatie niet vrij voor publieke vertoning. De eerste publicatie voor thuisgebruik kwam in 2004 op de dvd-collectie Walt Disney Treasures: Wave Three.

## Plot
Een Duitse hoempaband bestaande uit asleiders Joseph Goebbels (trombone), Heinrich Himmler (kleine trom), Hideki Tojo (sousafoon), Hermann Göring (piccolo) en Benito Mussolini (grote trom) marcheert om vier uur 's ochtends luidruchtig door een stadje waar bomen, windmolens, hekjes en zelfs de wolken eruitzien als swastika's. De nazi-deugden bezingend naderen ze Donald Ducks huis – dat eruitziet als het hoofd van Adolf Hitler – en Donald salueert in zijn slaap. Bij het huis dwingen de bandleden Donald uit bed met een bajonet, omdat hij moet gaan werken in de oorlogsindustrie. Hierop ziet en begroet Donald de portretten van respectievelijk de Führer (Hitler), de keizer (Hirohito) en Il Duce (Mussolini), waarna hij een ontbijt maakt. Vanwege oorlogsrantsoenering bestaat dat ontbijt uit brood dat zo hard is dat het met een zaag gesneden moet worden, koffie die getrokken is uit één verharde koffieboon en een aromaspray die ruikt (en blijkbaar ook smaakt) naar bacon and eggs. De band schuift Donald een exemplaar van Mein Kampf onder de neus om deze kort door te lezen, marcheert vervolgens het huis binnen en escorteert hem naar een fabriek; hierbij draagt Donald nu de grote trom terwijl Göring hem vooruit trapt.
Na gearriveerd te zijn bij de fabriek (onder dwang van twee bajonetpunten), begint Donald zijn '48-urige werkdag' waarbij hij aan een lopende band kapjes op artilleriegranaten moet schroeven. Tussen de granaten door staan af en toe portretten van Hitler, die Donald elke keer moet begroeten met de Hitlergroet. Iedere nieuwe serie van granaten heeft een andere grootte, variërend van individuele kogels tot grote granaten, soms groter dan Donald zelf. De lopende band gaat steeds sneller (net als in de film Modern Times), en het wordt steeds lastiger om dit bij te houden. Tegelijkertijd hoort Donald steeds propagandaberichten over de superioriteit van het Arische ras en de 'eer van het werken voor de Führer'. Na een 'betaalde vrije dag' die bestaat uit het maken van swastika-figuren met zijn lichaam, met als achtergrond een doek met daarop de Alpen geverfd als 'excursie', wordt Donald bevolen om overwerk te verrichten. Hij krijgt dan een inzinking en hallucineert over granaten, sommige in de vorm van slangen en vogels, andere zingend en in de vorm van de bandleden van het begin van de film.
Als de hallucinaties wegvagen, ontwaakt Donald in zijn bed, zich realiserend dat het een nachtmerrie was. Plots ziet hij echter een schaduw van iets wat de Hitlergroet lijkt te brengen. Als hij zelf ook de groet wil brengen, ontdekt hij dat het de schaduw is van een beeldje van het Vrijheidsbeeld. Nu herinnert hij zich weer dat hij in de Verenigde Staten is en hij omhelst het beeld dankbaar.
De film eindigt met een karikatuur van een boos kijkend Hitlergezicht (Der Fuehrer's Face), dat wordt bekogeld met een tomaat. De tomaatspetters vormen de woorden The End.

## Stemacteurs
| Acteur         | Personage        |
| -------------- | ---------------- |
| Clarence Nash  | Donald Duck      |
| Cliff Edwards  | Nazi lead singer |
| Charles Judels | Off-stage Nazi   |

## Single

Songtekstgedeelte van Der Fuehrer's Face.

Voor de film werd uitgebracht, publiceerde de band 'Spike Jones and His City Slickers', bekend voor hun parodieën op populaire nummers van die tijd, in september 1942 op RCA Victor Bluebird Records #11586 een eigen versie van Wallace' themasong Der Fuehrer's Face (informeel ook bekend als The Nazi Song).
Het lied is een parodie op het Horst Wessellied, het partijlied van de NSDAP en destijds onderdeel van het Duitse volkslied. In tegenstelling tot de filmversie maakten sommige versies van Spike Jones gebruik van een instrument dat hij de 'birdaphone' noemde en een ratelend geluid maakt als er met 'Heil!' begroet wordt. De zogeheten Bronx Cheer, zoals het klonk, was toen een uitdrukking van afkeuring maar niet obsceen of aanvallend bedoeld. In de film klinkt hier een tuba-geluid. Op de coveromslag is (net als op de filmposter) een afbeelding te zien van Donald Duck die een tomaat in Hitlers gezicht gooit. De opname was bijzonder populair; het bereikte de nummer 3 op de Amerikaanse hitlijst van Billboard.

### Andere versies
- Johnny Bond nam het lied op in juli 1942 op het OKeh-label.
- Tommy Trinder nam het lied op in het Verenigd Koninkrijk, kort na de publicatie van de animatiefilm.
- Harry Turtledove gebruikte het lied in een van zijn Colonization-romans, in overeenstemming met het thema van een alternatief historische alieninvasie tijdens de Tweede Wereldoorlog.[5]

## Politieke thema's
Hoewel de film gaat over gebeurtenissen in nazi-Duitsland, behandelt deze ook thema's waar de Amerikaanse burger in deze totale oorlog mee te maken had. Koffie, vlees en olie waren gerantsoeneerd, burgers werkten veelal in de oorlogsindustrie en oorlogspropaganda was ook hier alom aanwezig. De film benadrukt daarom vooral geweld en terreur onder het nazi-regime; daarmee vergeleken zouden de Amerikanen in veel betere, vrijere omstandigheden leven.

## Censuur
In 2010 werd door een lokaal gerechtshof in de Russische kraj Kamtsjatka besloten dat Der Fuehrer's Face moest worden opgenomen in de nationale lijst met extremistische materialen, welke sinds 2002 bestond. Dit kwam door een burger die een voorwaardelijke straf kreeg van zes maanden omdat hij de film op internet had gezet. Op 21 juli 2016 werd deze beslissing door een ander Russisch hof teruggedraaid en werd de film van de lijst afgehaald. Het hof verklaarde dat het afbeelden van nazisme in karikatuurvorm van nature niet 'extremistisch' genoemd kan worden.

## Four Favorites

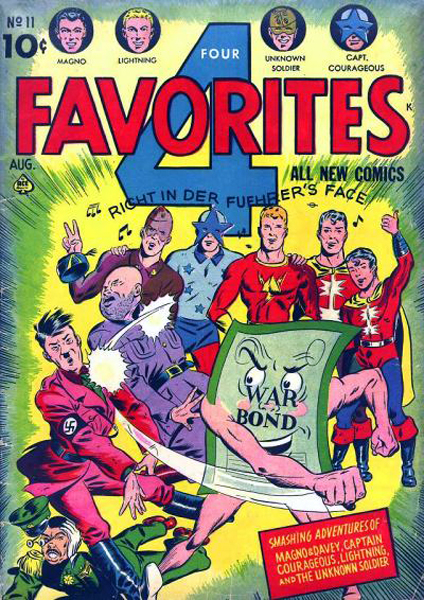
Albumomslag van Four Favorites 11.

In augustus 1943 stonden op de cover van Four Favorites-stripalbum 11 de 'vier favoriete' superhelden – van links naar rechts: The Unknown Soldier, Captain Courageous, Lash Lightning en Magno, the Magnetic Man (samen met Davey, zijn hulpje) – die op de achtergrond 'Der Fuehrer's Face' zingen, terwijl op de voorgrond een gepersonificeerde 'War Bond' (oorlogsobligatie) tegelijkertijd Hirohito, Hitler en Mussolini neerslaat.

## Uitgaven
- 1943 – Oorspronkelijke bioscoopeditie
- 2004 – Walt Disney Treasures: On the Front Lines (dvd)
- 2005 – Walt Disney Treasures: The Chronological Donald, Volume Two (dvd)